# 潘孟陽
潘 孟陽（はん もうよう、生年不詳 - 815年）は、唐代の官僚。

## 経歴
礼部侍郎の潘炎と劉氏（劉晏の娘）のあいだの子として生まれた。父の蔭官により任用され、博学宏辞科に登第し、渭南県尉に任じられた。殿中侍御史に累進し、降格して太子司議郎となった。兵部郎中に累進した。
貞元末年、孟陽は王紹の推薦により、権知戸部侍郎に抜擢された。永貞元年（805年）、順宗が譲位して憲宗が即位し、王叔文が処刑されると、杜佑が判度支をつとめ、孟陽は王叔文に代わって杜佑を補佐した。江淮の財政の節減を憲宗に命じられ、塩鉄転運副使を加えられた。しかし孟陽は数百人の従者を連れ、婦女とともに飲み明かし、塩鉄転運院で広く収賄して、人望を失った。罷免されて大理寺卿となった。元和3年（808年）、華州刺史として出向し、梓州刺史・剣南東川節度使に転じた。武元衡と旧交があり、武元衡が宰相となると、孟陽は召還されて戸部侍郎・判度支となり、京北五城営田使を兼ね、和糴使の韓重華はその下で営田副使をつとめた。孟陽は太府寺卿の王遂と合わず、営田をめぐって論争して、憲宗の怒りを買い、罷免されて左散騎常侍となった。元和4年（809年）、戸部侍郎に復帰した。
孟陽は豪放な性格で細かいことに拘らなかった。孟陽の楽游原の邸宅は広壮華麗なものだったが、憲宗にお忍びでその邸宅の広さを見られると、孟陽は咎めを恐れて邸宅の工事を完成させなかった。宴会を好み、公卿朝士の多くと遊んだが、孟陽に怒りを示す者も少なくなかった。まもなく孟陽は中風にかかって、左散騎常侍となった。元和10年（815年）8月、死去した。兵部尚書の位を追贈された。諡は康といった。

## 伝記資料
- 『旧唐書』巻162 列伝第112
- 『新唐書』巻160 列伝第85